# Pedro Pellicena y Camacho
Pedro Pellicena y Camacho (1881-siglo XX) fue un periodista y escritor español.

## Biografía
Nacido el 15 de septiembre de 1881 en Madrid, estudió como su hermano Joaquín en Canet  de Mar y Manila, donde cultivó la literatura dramática. Colaboró junto a su hermano en los periódicos El Soldado Español, La Unión Ibérica y El Noticiero de Manila. Hacia comienzos del siglo XX era corresponsal en Barcelona de El Noticiero de Manila. También colaboró en el semanario ilustrado El Tío Paco y en el Diario Universal de Madrid (1903).